# إدي شانون
إدي شانون (بالإنجليزية: Eddie Shannon)‏ مواليد 29 يناير 1977 في ويست بالم بيتش، هو لاعب كرة سلة أمريكي معتزل. بدأ مسيرته الاحترافية في سنة 2001. يبلغ طوله 5 قدم 11 بوصة (1.8 م). اعتزل اللعب في 2011.

## المسيرة الاحترافية
لعب مع لوليو في موسم 2001–2002، ثم لعب مع أماتوري أوديني من سنة 2003 إلى 2005، ثم لعب مع دينامو باسكت ساساري في الدوري الإيطالي في موسم 2005–2006، ثم لعب مع فينتسبيلس في موسم 2006–2007، ثم لعب مع ستراسبورغ أي جي في الدوري الفرنسي في موسم 2007–2008، ثم لعب مع سبليت في موسم 2008–2009، ثم لعب مع أبولون ليماسول في موسم 2009–2010، ثم لعب مع أورورا باسكت ييزي في سنة 2010، ثم لعب مع إيه إي كي في سنة 2010.

## روابط خارجية
- إدي شانون على موقع الدوري الأوروبي لكرة السلة (الإنجليزية)
- إدي شانون على موقع كرة السلة الأوروبية.كوم (الإنجليزية)
- إدي شانون على موقع كلية كرة السلة في سبورتس رفرنس.كوم (الإنجليزية)
- إدي شانون على موقع ريلجم (الإنجليزية)
- إدي شانون على موقع بروبوليرز (الإنجليزية)
- إدي شانون على موقع سبورتس رفرنس (الإنجليزية)